# EADS Astrium
EADS Astrium – spółka zależna należąca całkowicie do korporacji European Aeronautic Defence and Space.
Została utworzona w lipcu 2006 w wyniku konsolidacji trzech oddziałów EADS SPACE: EADS Astrium, EADS Space Transportation i EADS Space Services.
20 czerwca 2007 firma ogłosiła otworzenie „EADS Astrium Space Tourism Project”, mającego na celu wejście firmy na rynek turystyki kosmicznej i jej popularyzację. EADS Astrium pragnęła rozpocząć suborbitalne loty turystyczne od 2012 roku. Ich cena jednostkowa miała wynosić około 200 000 euro. Wskutek kryzysu światowego program został niedługo później zawieszony, jednak w styczniu 2011 ogłoszono przyznanie 10 milionów euro na prace projektowe i konstrukcyjne. 
Firma jest podzielona na trzy oddziały:
- EADS Astrium Satellites
- EADS Astrium Space Transportation
- EADS Astrium Services

Jej ośrodki, biura i zakłady mieszczą się:
- we Francji: Akwitania, Les Mureaux, Paryż, Tuluza, Élancourt
- w Gujanie Francuskiej: Kourou,
- w Hiszpanii: Barajas, Tres Cantos,
- w Niemczech: Brema, Friedrichshafen, Lampoldshausen, Ottobrunn, Trauen,
- w Wielkiej Brytanii: Portsmouth, Poynton, Stevenage,
- w Holandii: Lejda
- w USA: Houston
- w Czechach: Praga
- w Polsce: Warszawa